# Yoshiyuki Morishita
Pour les articles homonymes, voir Morishita.
Yoshiyuki Morishita est un acteur japonais né le 4 décembre 1962 à Tokyo.

## Filmographie
- 1996 : Kizzu ritân
- 1997 : Hana-bi : Hoodlum B
- 1998 : Shark Skin Man and Peach Hip Girl : Hidari
- 2000 : Sebunzu feisu : Miyaoka
- 2000 : Ring Ø: Birthday : Okubo
- 2000 : Wild Zero : Toshi
- 2000 : Party 7 : Baldie
- 2001 : Les Épouvantails : Mura-bito
- 2001 : Ichi the Killer : Pub Patron
- 2001 : Pistol Opera (Pisutoru opera) : Killer no.9
- 2001 : Katakuri-ke no kôfuku : Policeman Miyaki
- 2002 : Parco Fiction : Old Man's Son
- 2002 : Keimusho no naka
- 2002 : Border Line
- 2002 : Ju-on : Keibiin
- 2003 : Jellyfish (Akarui mirai) : Mori
- 2003 : Slow Is Beautiful
- 2003 : Trava: Fist Planet (vidéo) : Shinkai (voix)
- 2003 : Zatoïchi, le samurai (Zatôichi) : Carpenter
- 2003 : Kill Bill : Volume 1 (Kill Bill: Vol. 1) : l'homme d'affaires à Tokyo
- 2003 : Joze to tora to sakana tachi : The Pervert
- 2003 : Akame 48 Waterfalls (赤目四十八瀧心中未遂, Akame shijūyataki shinjūmisui?) de Genjirō Arato
- 2004 : Cha no aji
- 2004 : 69 : Adachi
- 2004 : Survive Style 5+ : Morishita - Burglar
- 2004 : Za horâ kaiki gekijô: Kaiki! Shinin shôjo : Hidetsugu Ôhara
- 2004 : The Grudge de Takashi Shimizu : Guard
- 2005 : Tomie: Beginning : Takagi
- 2005 : Kame wa igai to hayaku oyogu
- 2005 : @beibîmêru
- 2005 : Naisu no mori: The First Contact : M.. Morishita
- 2005 : Tôkyô zonbi : Zombie
- 2006 : Dekotora no Shu: Koino hanasaku shimizuko
- 2007 : XX (ekusu kurosu): makyô densetsu
- 2008 : Baka bakansu
- 2008 : Happy Flight : Magazine Reporter
- 2008 : Heibon ponchi : Farmer
- 2009 : Insutanto numa : Otani